# Annegrit Koburger
Annegrit Koburger (* 18. Januar 1959 in Berlin) ist eine deutsche Politikerin (PDS, heute Die Linke).
Koburger besuchte die Polytechnische Oberschule in Leipzig und studierte am Institut für Lehrerbildung in Leipzig. Sie war von Beruf Freundschaftspionierleiterin, Horterzieherin und -leiterin in Rostock.
Koburger wurde 1981 Mitglied der SED, welche 1990 in die PDS aufging. Von 1990 bis 1994 gehörte sie der Bürgerschaft der Hansestadt Rostock an, wo sie stellvertretende Vorsitzende der PDS-Fraktion war. Danach war sie Sprecherin der feministischen Frauenarbeitsgemeinschaft „Lisa“. Von 1994 bis 2002 war sie Mitglied des Landtages Mecklenburg-Vorpommern und dort stellvertretende Fraktionsvorsitzende.